# Pubilla

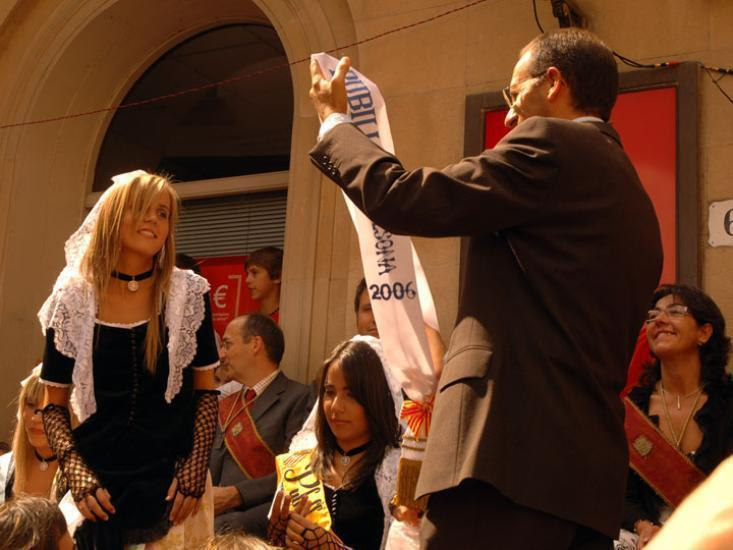
Proclamación de la Pubilla de Solsona 2006 el día 8 de septiembre de 2006 en la plaza Mayor de esta ciudad.

La pubilla era, en Cataluña,  la hija mayor destinada a recibir una herencia en ausencia de un hijo varón. Surge en la Edad Media por la necesidad de evitar la división del patrimonio familiar y mantener la economía familiar, basada entonces en la agricultura. En Cataluña, de acuerdo con el Código Civil de Cataluña (antes Código de sucesiones) es imprescindible que contenga la designación de un heredero (o más de uno).
Su equivalente masculino es el hereu.
- Datos: Q4889117
- Multimedia: Pubilla / Q4889117